# 1325
1325 (MCCCXXV) a fost un an obișnuit al calendarului iulian, care a început într-o zi de joi.

## Evenimente
- 3 martie: A fost întemeiat orașul Tenochtitlan, capitala Imperiului aztec, pe o mică insulă de pe lacul Texcoco.
- 26 mai: Flota angevină a lui Carol de Calabria începe asedierea orașului Palermo din Sicilia; orașul rezistă.
- 21 iulie: Răscoală a comunei din Sassari, în Sardinia, împotriva aragonezilor.
- 21 septembrie: După asasinarea marelui cneaz Gheorghe, Alexandru de Tver devine mare cneaz de Vladimir, iar Ivan I Danilovici (numit "Kalita") cneaz de Moscova.
- 22-23 septembrie: Bătălia de la Altopascio. Trupele florentine sunt înfrânte de condottierul Castruccio Castracani.
- 15 noiembrie: Bătălia de la Zappolino. Modena înfrânge trupele bologneze.

### Nedatate
- Franciscanul Oderico din Pordenone ajunge în China.
- Încep călătoriile lui Ibn Battuta, pornind din Spania.
- Mitropolitul Petru al Rusiei își mută reședința de la Vladimir la Moscova.
- Răscoale populare în China, datorate foametei.
- Sultanul Ghiyath al-Din Tughlûq de Delhi zdrobește răscoalele din Gujarat și din Bengal și respinge o nouă invazie a mongolilor.

## Arte, Știință, Literatură și Filosofie
- 14 februarie: Universitatea din Paris ridică interdicția asupra învățăturilor tomiste.
- Este construit mausoleul lui Ghiyâs ud-Dîn Tughlûq, la Delhi.

## Nașteri
- 12 mai: Rupert al II-lea, elector de Palatinat (d. 1398)
- Bonino da Campione, sculptor italian (d. 1397)
- Dalmasio Scannabecchi, pictor italian (d. 1421)
- Francesco I da Carrara, senior de Padova (d. 1393)
- Francesco Landini, organist și compozitor italian (d. 1397)
- Grigore al XII-lea, papă (d. 1415)
- Hafiz al-Iraqi, savant arab (d. 1403)
- Niccolò Spinelli, om politic și jurist italian (d. ?)
- Pandolfo al II-lea Malatesta, condottier italian, viitor senior de Rimini (d. 1373)

## Decese
- 13 ianuarie: Denis I, rege al Portugaliei (1279-1325), (n. 1261)
- 6 iulie: Ismail I, sultan de Granada (n. 1279)
- 21 septembrie: Iuri I, cneaz de Moscova și Vladimir (n. 1281)
- 6 noiembrie: Amir Khusro, poet musulman indian (n. 1253)
- 16 decembrie: Charles de Valois, conte de Valois, d'Alençon, de Perche, de Chartres, d'Anjou și de Maine, frate al regelui Filip al IV-lea "cel Frumos" (n. 1270)
- François de Mayrone, 44 ani, filosof francez (n.c. 1280)
- Ghiyath al-Din Tughlûq, sultan de Delhi (n. ?)
- Rolando din Piazzola, jurist și umanist italian (n. ?)

## Înscăunări
- 7 ianuarie: Alfonso al IV-lea, rege al Portugaliei (1325-1357)

- 13 iulie: Muhammad bin Tughluq, sultan de Delhi (1325-1351)
- 21 septembrie: Ivan I "Kalita", mare cneaz de Moscova (1325-1340)